# Maria Bengtsson
Pour les articles homonymes, voir Bengtsson.
Maria Bengtsson, née le 5 mars 1964 à Malmö, est une joueuse de badminton suédoise.

## Carrière
Elle remporte aux Championnats d'Europe de badminton 1984 la médaille d'argent en double mixte et la médaille de bronze en double dames. Médaillée d'argent en double mixte aux Championnats du monde de badminton 1985, elle est médaillée de bronze en double dames et en double mixte aux Championnats d'Europe de badminton 1986 et aux Championnats d'Europe de badminton 1988. Aux Championnats du monde de badminton 1989 et aux Championnats d'Europe de badminton 1990, elle remporte une médaille de bronze en double dames. Elle est vice-championne d'Europe en 1990 en double mixte, vice-championne du monde en 1991 en double dames et médaillée de bronze en double dames et en double mixte aux Championnats d'Europe de badminton 1992.
Elle participe au tournoi de double dames des Jeux olympiques d'été de 1992, où elle est éliminée en quarts de finale, et au tournoi de double dames des Jeux olympiques d'été de 1996, où elle est sortie dès le premier tour.